# Majid El Houssi
Majid El Houssi, de son nom complet Abdelmajid El Houssi, né le 20 janvier 1941 à Bou Merdes et mort le 10 mai 2008 en Italie, est un écrivain, poète et universitaire tunisien.

## Biographie
Il passe son enfance entre Aïn Draham et Tabarka, où son père est instituteur. Il part en Italie en 1961 pour y suivre ses études supérieures. Vivant à Padoue à partir de 1962, il est titulaire de la chaire de linguistique française à l'université de Venise.
Il meurt des suites d'une longue maladie le 10 mai 2008 en Italie ; il est enterré dans la ville de Florence.

## Distinctions et récompenses
- Grand officier de l'ordre de l'Étoile de la solidarité italienne[4] (8 janvier 2004) ;
- Grand officier du Mérite éducatif de la République tunisienne[1] ;
- Docteur honoris causa de l'université de Sfax[1], Tunisie (27 novembre 2004).

## Publications
- Je voudrais ésotériquement te conter, Padoue, Quick-Press, 1972.
- Imagivresse, Padoue, Rebellato, 1973.
- Le verger des poursuites, Paris, Blandin, 1991 (ISBN 978-2-907695-21-3).
- Des voix dans la traversée : récit, Tunis, L'Or du Temps, 1999, 172 p. (ISBN 978-9973-757-67-8).
- Une journée à Palerme, Paris, iDLivre, 2004, 95 p. (ISBN 978-2-7479-0085-0).